# Хаус
Хаус (енгл. house) је музички стил електронске музике. Настао је средином осамдесетих у Чикагу умиксавањем диско музике из седамдесетих.

## Карактеристике
За хаус је типичан 4/4 такт, ритмички ударац бас бубња на сваку четвртинку (енгл. four to the four) и добоша на сваку другу четвртинку. Темпо се обично креће око 120 тактова у минути (beat per minute). 

## Историја
Хаус музика је настала средином осамдесетих у Чикагу умиксавањем диско музике из седамдесетих. У деведесетим годинама из хаус музике настају многи други стилови електронске музике. Неки од њих су техно музика (енгл. techno) као и техно-хаус (енгл. tech house), гараж-хаус (енгл. garage house), и други.

## Поджанрови
- Чикаго хаус
- Есид хаус
- Дип хаус
- Гараж хаус

## Представници
Познати представници су:
- Рон Харди (Ron Hardy)
- Роберт Овенс (Robert Owens)
- Маршал Џеферсон (Marshall Jefferson)
- Френки Наклс (Frankie Knuckles)
- Адонис (Adonis)
- Лери Хрд (Larry Heard)
- Мудимен (Moodyman)
- Тио Периш (Theo Parrish)
- Рон Трент (Ron Trent)